# Postrøveren fra Montana
Postrøveren fra Montana er en amerikansk stumfilm fra 1915 af Reginald Barker.

## Medvirkende
- Robert Edeson som Austin.
- Rhea Mitchell som Belle Shields.
- Herschel Mayall.
- William S. Hart som Texas.